# Japan Cup 2013 (ciclismo)
La Japan Cup 2013, ventiduesima edizione della corsa in linea nipponica, categoria 1.HC, si svolse il 20 ottobre 2013. Fu vinta, sotto il maltempo e in solitaria, dall'australiano Michael Rogers, che però venne successivamente declassato dall'UCI per essere risultato positivo al clenbuterolo.
La vittoria venne quindi assegnata al neozelandese Jack Bauer, che aveva preceduto nella volata per la piazza d'onore l'italiano Damiano Cunego e il colombiano Julián Arredondo.

## Ordine d'arrivo (Top 10)
| Pos. | Corridore          | Squadra       | Tempo    |
| ---- | ------------------ | ------------- | -------- |
| SQ   | Michael Rogers     | Tinkoff-Saxo  | 4h25'00" |
| 1    | Jack Bauer         | Garmin-Sharp  | 4h25'44" |
| 2    | Damiano Cunego     | Lampre-Merida | s.t.     |
| 3    | Julián Arredondo   | Team Nippo    | s.t.     |
| 4    | David López García | Team Sky      | a 50"    |
| 5    | Manuele Mori       | Lampre-Merida | a 58"    |
| 6    | Joe Dombrowski     | Team Sky      | s.t      |
| 7    | Carlos Verona      | Omega Pharma  | s.t.     |
| 8    | Taiji Nishitanil   | Aisan Racing  | a 1'05"  |
| 9    | Joshua Edmondson   | Team Sky      | a 1'33"  |
| 10   | Elia Favilli       | Lampre-Merida | a 2'33"  |